# هنری هاولاک آلن، بارونت اول
هنری هاولاک آلن، بارونت اول (انگلیسی: Sir Henry Havelock-Allan, 1st Baronet; ۶ اوت ۱۸۳۰ – ۳۰ دسامبر ۱۸۹۷) فرد نظامی اهل پادشاهی متحد بریتانیای کبیر و ایرلند بود. وی همچنین برندهٔ جوایزی همچون صلیب ویکتوریا شده‌است.